# Pabuaran (Bantarbolang)
Pabuaran is een bestuurslaag in het regentschap Pemalang van de provincie Midden-Java, Indonesië. Pabuaran telt 2091 inwoners (volkstelling 2010).